# 4946 Askalaphus
4946 Askalaphus (1988 BW1) là một Trojan của Sao Mộc được phát hiện ngày 21 tháng 1 năm 1988 bởi Shoemaker, C. S. ở Palomar.